# Dylan Teuns
Ne doit pas être confondu avec Edward Theuns.
Dylan Teuns, né le 1er mars 1992 à Diest, est un coureur cycliste belge. Il a notamment remporté le Tour de Pologne 2017, deux étapes du Tour de France (2019 et 2021) et la Flèche wallonne 2022. Il a également terminé troisième de la Flèche wallonne 2017 et du Tour de Lombardie 2018.

## Biographie

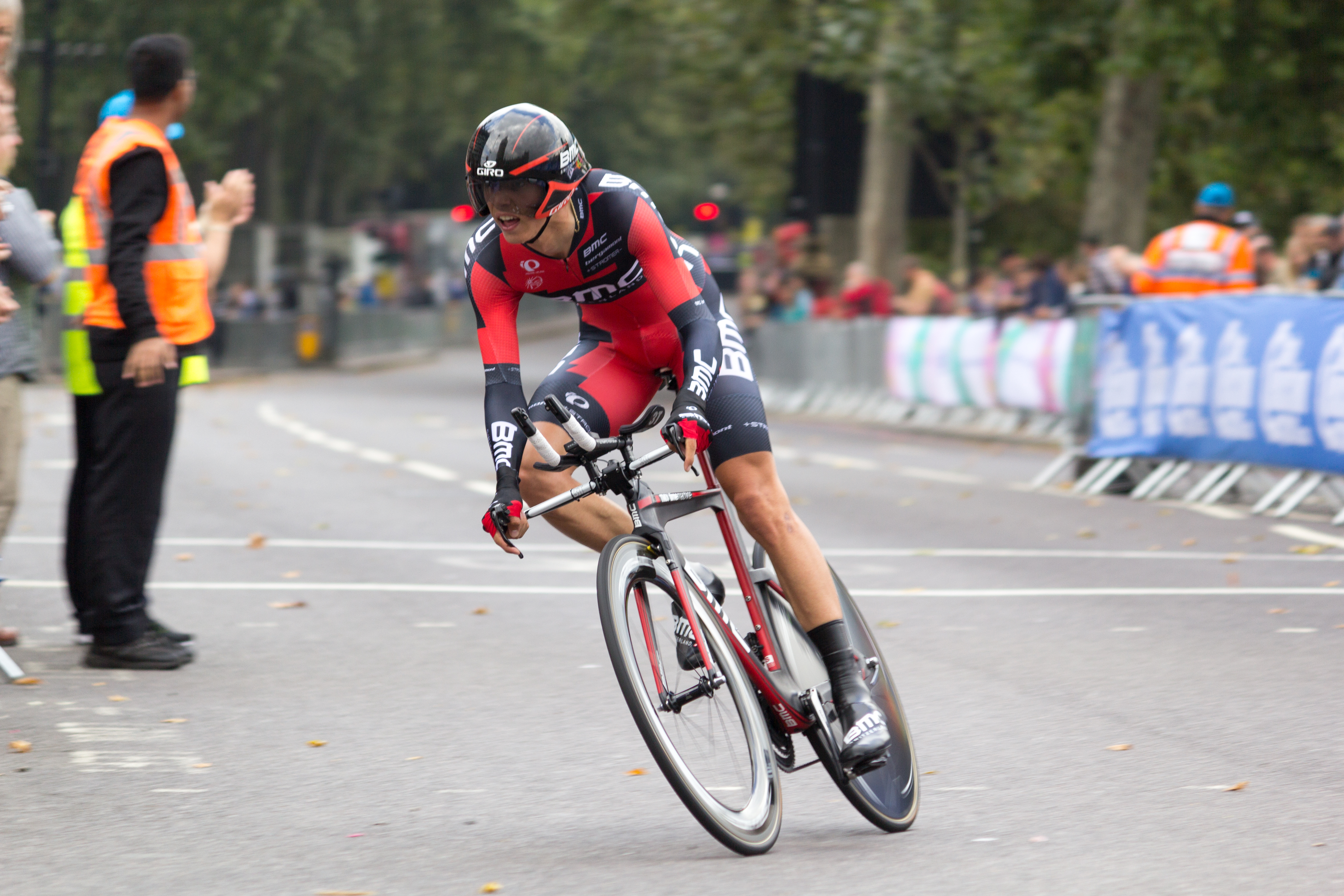
Dylan Teuns lors du contre-la-montre individuel de la 8ea étape du Tour de Grande-Bretagne 2014 à Londres.

Dylan Teuns naît le 1er mars 1992 à Diest en Belgique. Il porte son prénom en hommage à Bob Dylan, dont son père est fan. Il achète son premier vélo en 2005, après avoir vu les exploits de Tom Boonen sur les classiques flandriennes. Lors d'un test à l'effort pour obtenir sa première licence, son médecin lui annonce que ses valeurs à 13 ans, sont celles d'un cycliste de 19 ans. Il a fait des études en mécanique et vit avec sa compagne Lis.

### Révélation chez les espoirs
De 2011 à 2013, il court pour l'équipe Jong Vlaanderen-Bauknecht, qui change plusieurs fois de nom pour finir en Ventilair-Steria. Le profil des courses de l'équipe ne lui permet pas de mettre en avant ses qualités de puncheur, mais en 2012, il parvient à se classer quatrième de la Ronde de l'Isard d'Ariège. L'année suivante, il remporte la 1re étape du Triptyque ardennais et termine troisième de la Ronde de l'Isard d'Ariège.
En 2014, par le biais de Rik Verbrugghe, Dylan Teuns rejoint l'équipe BMC Development, réserve de l'équipe professionnelle BMC Racing. Il se classe deuxième de Liège-Bastogne-Liège espoirs, du Tour de Bretagne dont il gagne une étape et du Circuit Het Nieuwsblad espoirs. En juillet, il gagne une étape du Tour de la Vallée d'Aoste, et signe un premier contrat professionnel avec BMC Racing. Au mois d'août, il intègre cette équipe en tant que stagiaire. Avec elle, il est dix-huitième du Tour de l'Utah, puis s'illustre au Tour de Grande-Bretagne en se classant troisième et quatrième d'étapes et dixième du classement général. Il prend ensuite la sixième place du Grand Prix de Wallonie et la trentième place de Paris-Tours. Durant cette période, il est également sélectionné en équipe de Belgique espoirs. Il dispute avec elle le Tour de l'Avenir, dont il gagne une étape, et le championnat du monde sur route de cette catégorie, dont il prend la 29e place. Il est deuxième du Tour de Lombardie amateurs, sa dernière course chez les espoirs, avec BMC Development. À l'issue de cette saison, il reçoit les prix du Flandrien espoir de l'année et du Vélo de cristal espoir.

### 2015-2018: BMC Racing
En 2015, il court pour l'équipe BMC Racing et remporte la troisième étape du Critérium du Dauphiné (contre-la-montre par équipes). La même année il se classe aussi troisième de la Volta Limburg Classic.
En avril 2017, il surprend les suiveurs en se classant troisième de la Flèche wallonne, au sommet du Mur de Huy. Il réalise ensuite un été très prolifique. Il gagne en juillet 2017 deux étapes du Tour de Wallonie et remporte le classement général. Sur sa lancée, il gagne ensuite la troisième étape et le classement général du Tour de Pologne, ses premières victoires sur une course World Tour. Il conclut sa série en s'adjugeant l'Arctic Race of Norway en Norvège, où il gagne deux étapes supplémentaires. Il devient à 25 ans, un des grands espoirs belges sur les courses à étapes d'une semaine et un homme à surveiller sur les classiques ardennaises.
Il commence sa saison 2018 par une onzième place au Dubaï Tour. Il dispute ensuite Paris-Nice, où il est désigné leader de BMC après l'abandon sur chute de Tejay van Garderen. Deuxième de l'« étape-reine » à Valdeblore derrière Simon Yates et septième de la dernière étape, il finit sixième du classement général. Au mois d'août, après quatre saisons chez BMC, il annonce qu'il change d'équipe et signe un contrat de deux ans avec la formation Bahrain-Merida où il retrouve Verbrugghe. En octobre, pour sa dernière course avec BMC, il monte sur le podium du Tour de Lombardie, après avoir remporté le sprint pour la troisième place. Il s'agit également de son premier podium sur une classique « Monument ».

### 2019-2022: chez Bahrain
Pour ses débuts chez Bahrain-Merida, il se classe quatrième du contre-la-montre du Tour de la Communauté valencienne. Lors des classiques printanières, il est 5e du Circuit Het Nieuwsblad et 9e de Liège-Bastogne-Liège. En juin, il gagne la 2e étape du Critérium du Dauphiné et porte le maillot jaune deux jours. Il se classe finalement sixième du général. En juillet, pour son premier Tour de France, il s'échappe avec treize autres coureurs au début de la 6e étape et s'impose 156 kilomètres plus loin, au sommet de la Planche des Belles Filles, devant Giulio Ciccone qui endosse le maillot jaune pour deux journées. En août, sur le Tour d'Espagne, il endosse le maillot rouge à l'issue de la 6e étape.
En février 2020, il remporte le contre-la-montre qui conclut le Tour d'Andalousie avec 0,8 seconde d'avance sur le vainqueur du général Jakob Fuglsang. Lors de la première étape de Paris-Nice, il est battu au sprint par Maximilian Schachmann. Il occupe la sixième place du général, lorsque son équipe se retire cinq jours plus tard, en raison de la pandémie de Covid-19. À la reprise des compétitions en août, il n'évolue pas à son meilleur niveau. Il doit attendre mi-octobre pour obtenir des résultats notables, en terminant dixième de Gand-Wevelgem et onzième du Tour des Flandres.
Sa première partie de saison 2021 est compliquée, sa meilleure performance est une septième place sur la Flèche brabançonne. En juillet, à l'issue d'une échappée, il gagne en solitaire au Grand-Bornand la 8e étape du Tour de France, résistant à Tadej Pogačar, et dédie cette victoire à son père récemment décédé. Il termine la course à la 17e place du général. Le mois suivant, il est huitième du Tour de Pologne et quatrième du Tour d'Allemagne et connait une fin de saison moins réussie.
En 2022, il réussit sa meilleure campagne de classiques. Il est sixième du Tour des Flandres, puis dixième de l'Amstel Gold Race et huitième de la Flèche brabançonne. Le 20 avril, il s'offre sa première victoire dans une grande classique en s'imposant dans la Flèche wallonne, devant le quintuple vainqueur de l'épreuve Alejandro Valverde. Quatre jours plus tard, il est sixième de Liège-Bastogne-Liège. Le mois suivant, il gagne la 1re étape du Tour de Romandie sur une arrivée en puncheur. Il décroche ensuite deux tops 10 d'étape sur le Tour de France.

### 2022-2024: Israel Premier-Tech
Le 5 août 2022, il rejoint en cours de saison l'équipe World Tour Israel Premier-Tech, en manque de points UCI dans la course au maintien au World Tour. Il se classe notamment cinquième du Tour de Grande-Bretagne et quatrième du Grand Prix de Wallonie, mais ne peut empêcher la perte de licence World Tour de sa nouvelle équipe.
En 2023, Teuns est 37e du Tour des Flandres. Grippé, il est forfait pour la plupart des classiques ardennaises et ne peut donc défendre son titre sur la Flèche wallonne. Il participe au Tour de France 2023 où il se classe dans le top 10 de deux étapes et termine à la 35e place du classement général. Le 13 septembre 2023, il prend la deuxième place du Grand Prix de Wallonie à Namur battu par Gonzalo Serrano.

### À partir de 2025: Team Cofidis
Le 1er août 2024, Cofidis annonce que Dylan Teuns rejoint l'équipe française, pour un contrat initial de deux saisons à partir de 2025. 

## Palmarès et classements mondiaux

### Palmarès amateur
- 2010[1]
  - Circuit Het Nieuwsblad juniors
- 2012
  - 3e du Grand Prix de la Magne
- 2013
  - 1re étape du Triptyque ardennais
  - 3e de la Ronde de l'Isard d'Ariège

- 2014
  - Champion du Limbourg sur route
  - 3e étape du Tour de Bretagne
  - 3e étape du Tour de la Vallée d'Aoste
  - 5e étape du Tour de l'Avenir

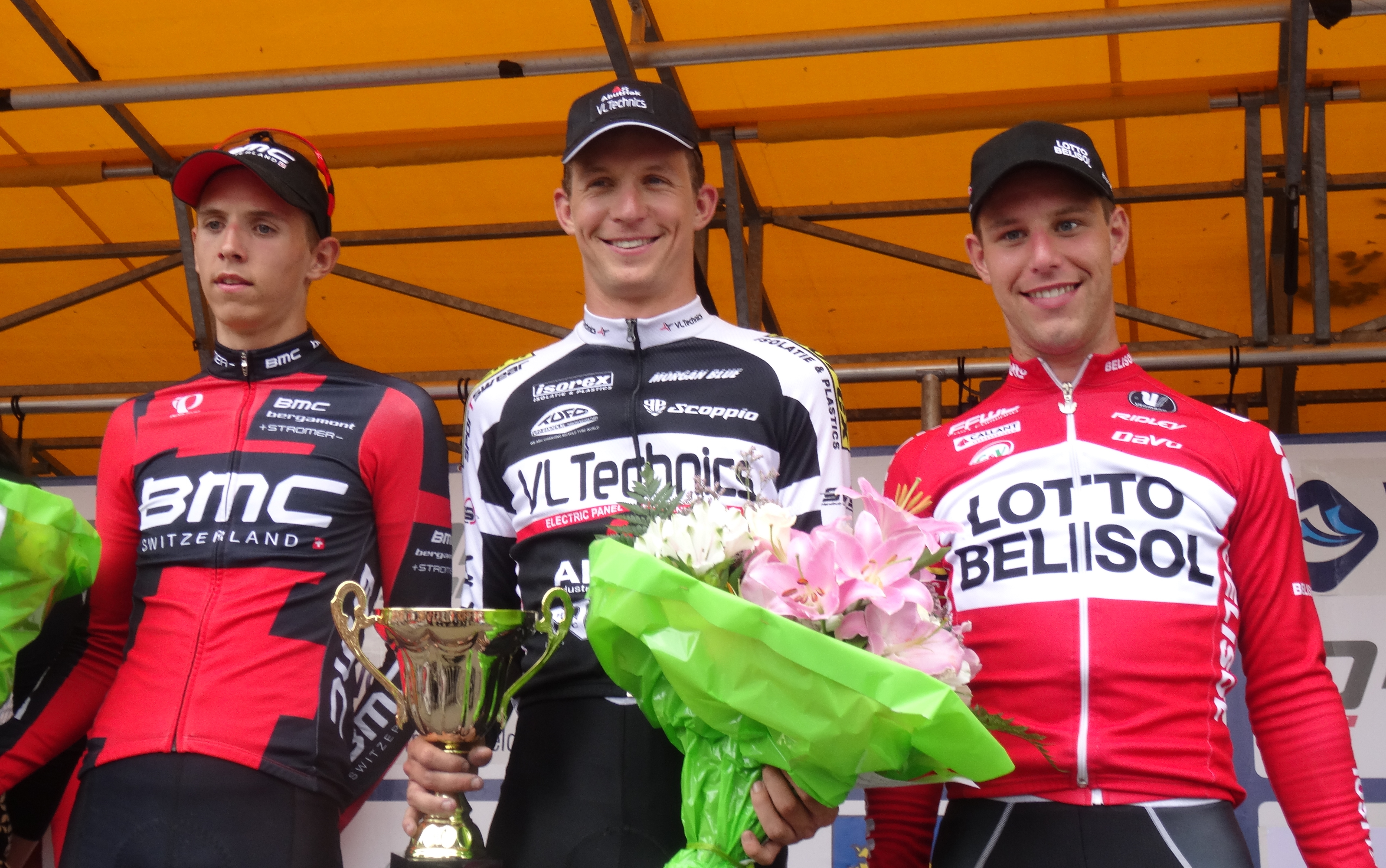
Podium de l'édition 2014 du Circuit Het Nieuwsblad espoirs : Dylan Teuns (2e), Dimitri Claeys (1er), et Jef Van Meirhaeghe (3e).

  - 2e de Liège-Bastogne-Liège espoirs
  - 2e du Tour de Bretagne
  - 2e du Circuit Het Nieuwsblad espoirs[18]
  - 2e du Tour de Lombardie amateurs
  - 3e de Romsée-Stavelot-Romsée

### Palmarès professionnel
| - 2015 - 3e étape du Critérium du Dauphiné (contre-la-montre par équipes) - 3e de la Volta Limburg Classic - 2017 - Tour de Wallonie : - Classement général - 3e et 5e étapes - Tour de Pologne : - Classement général - 3e étape - Arctic Race of Norway : - Classement général - 1re et 4e étapes - 3e de la Flèche wallonne - 2018 - 3e du Tour de Lombardie - 3e du Tour d'Émilie - 5e du Tour de Pologne - 6e de Paris-Nice - 2019 - 2e étape du Critérium du Dauphiné - 6e étape du Tour de France - 5e du Circuit Het Nieuwsblad - 6e du Critérium du Dauphiné - 9e de Liège-Bastogne-Liège | - 2020 - 5e étape du Tour d'Andalousie - 10e de Gand-Wevelgem - 2021 - 8e étape du Tour de France - 8e du Tour de Pologne - 2022 - Flèche wallonne - 1re étape du Tour de Romandie - 6e du Tour des Flandres - 6e de Liège-Bastogne-Liège - 10e de l'Amstel Gold Race - 2023 - 2e du Grand Prix de Wallonie - 9e du Tour de Suisse - 2024 - 2e de la Flèche brabançonne - 8e du Tour des Flandres - 2025 - 2e de Étoile de Bessèges-Tour du Gard |  |

### Résultats sur les grands tours

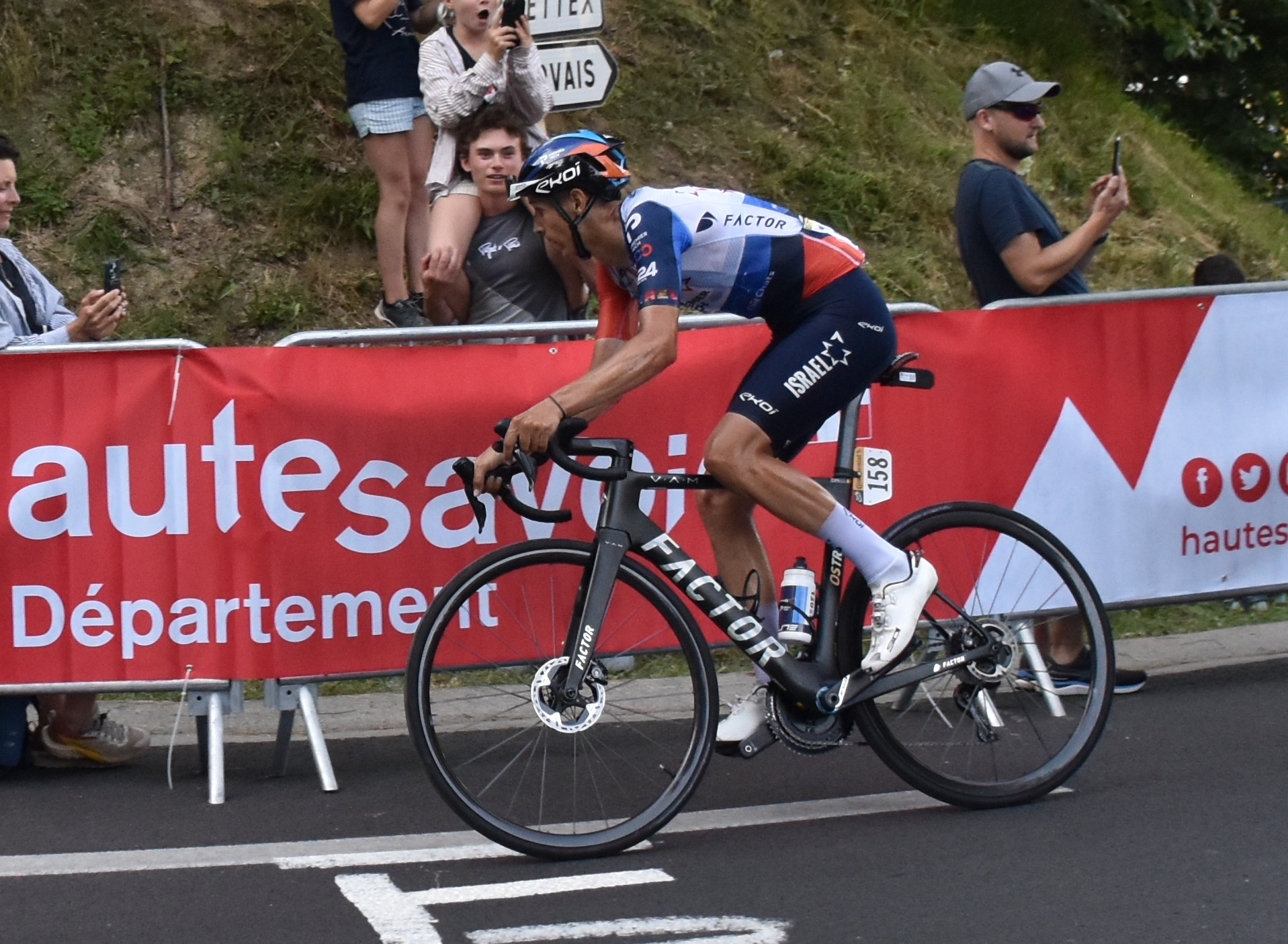
Dylan Teuns - Tour de France 2023 - 15e étape.

#### Tour de France
5 participations
- 2019 : 44e, vainqueur de la 6e étape
- 2021 : 17e, vainqueur de la 8e étape
- 2022 : 18e
- 2023 : 35e
- 2025 : 90e

#### Tour d'Italie
1 participation 
- 2017 : 75e

#### Tour d'Espagne
4 participations
- 2016 : 100e
- 2018 : 33e
- 2019 : 12e,  maillot rouge pendant 1 jour
- 2024 : 74e

#### Classiques et championnats internationaux
Ce tableau présente les résultats de Dylan Teuns sur courses d'un jour de l'UCI World Tour auxquelles il a participé, ainsi qu'aux différentes compétitions internationales.
| Légende | Légende | Légende | Légende     | Légende | Légende              | Légende | Légende       |
| ------- | ------- | ------- | ----------- | ------- | -------------------- | ------- | ------------- |
| Ab.     | Abandon | HD      | Hors-délais | —       | Pas de participation | x       | Pas d'épreuve |

| Année | Circuit Het Nieuwsblad | Strade Bianche | Milan-San Remo | Classic Bruges-La Panne | Grand Prix E3 | Gand-Wevelgem | À travers les Flandres | Tour des Flandres | Paris-Roubaix | Amstel Gold Race | Flèche wallonne | Liège- Bastogne-Liège | Eschborn-Francfort | Vattenfall Cyclassics | Bretagne Classic | Grand Prix de Québec | Grand Prix de Montréal | Championnats d'Europe | Tour de Lombardie | Championnats du monde |
| ----- | ---------------------- | -------------- | -------------- | ----------------------- | ------------- | ------------- | ---------------------- | ----------------- | ------------- | ---------------- | --------------- | --------------------- | ------------------ | --------------------- | ---------------- | -------------------- | ---------------------- | --------------------- | ----------------- | --------------------- |
| 2015  | 38e                    | —              | —              | —                       | —             | —             | —                      | —                 | —             | 64e              | 13e             | 31e                   | —                  | 42e                   | 85e              | —                    | —                      | x                     | 70e               | —                     |
| 2016  | —                      | —              | —              | —                       | —             | —             | —                      | —                 | —             | 18e              | 30e             | 17e                   | —                  | —                     | —                | —                    | —                      | —                     | —                 | —                     |
| 2017  | —                      | —              | —              | —                       | —             | 90e           | 82e                    | —                 | —             | 44e              | 3e              | 24e                   | —                  | —                     | 94e              | 63e                  | 31e                    | —                     | —                 | 72e                   |
| 2018  | —                      | —              | —              | —                       | —             | —             | —                      | —                 | —             | 25e              | 30e             | 20e                   | —                  | 79e                   | —                | —                    | —                      | —                     | 3e                | 29e                   |
| 2019  | 5e                     | —              | Ab.            | —                       | —             | —             | —                      | —                 | —             | 64e              | 14e             | 9e                    | 70e                | —                     | —                | —                    | —                      | —                     | Ab.               | 37e                   |
| 2020  | 18e                    | Ab.            | 70e            | Ab.                     | x             | 10e           | x                      | 11e               | x             | x                | 75e             | 27e                   | x                  | x                     | —                | x                    | x                      | —                     | —                 | —                     |
| 2021  | 40e                    | —              | —              | —                       | Ab.           | —             | 44e                    | 35e               | —             | 33e              | 32e             | 34e                   | 49e                | x                     | —                | x                    | x                      | Ab.                   | 37e               | 27e                   |
| 2022  | —                      | —              | —              | —                       | —             | —             | —                      | 6e                | Ab.           | 10e              | Vainqueur       | 6e                    | —                  | —                     | 38e              | —                    | —                      | —                     | —                 | —                     |
| 2023  | —                      | —              | —              | —                       | —             | —             | —                      | 37e               | —             | —                | —               | —                     | —                  | —                     | Ab.              | —                    | —                      | —                     | Ab.               | —                     |
| 2024  | 22e                    | 23e            | —              | —                       | —             | —             | —                      | 8e                | —             | 15e              | Ab.             | 15e                   |                    |                       |                  |                      |                        |                       |                   |                       |

### Classements mondiaux
| Année                                 | 2012 | 2013 | 2014 | 2015 | 2016 | 2017 | 2018 | 2019 | 2020 | 2021 | 2022 | 2023 | 2024 |
| ------------------------------------- | ---- | ---- | ---- | ---- | ---- | ---- | ---- | ---- | ---- | ---- | ---- | ---- | ---- |
| UCI World Tour                        |      |      |      | nc   | nc   | 51e  | 38e  |      |      |      |      |      |      |
| Classement mondial                    |      |      |      |      | 573e | 39e  | 43e  | 70e  | 89e  | 112e | 32e  | 164e | 172e |
| UCI Europe Tour                       | 729e | 496e | 39e  |      | 798e | 20e  | 218e | 57e  | 74e  | 96e  | 26e  | nc   | 140e |
| UCI Asia Tour                         | nc   | nc   | nc   |      | nc   | nc   | 259e |      |      |      |      |      |      |
| UCI America Tour                      | nc   | nc   | nc   |      | 430e | nc   | nc   |      |      |      |      |      |      |
|                                       |      |      |      |      |      |      |      |      |      |      |      |      |      |
| Légende : nc = non classéSource : UCI |      |      |      |      |      |      |      |      |      |      |      |      |      |

## Distinction
- Vélo de cristal de meilleur jeune belge en 2014